# Pseudopterocheilus pterocheiloides
Pseudopterocheilus pterocheiloides är en stekelart som först beskrevs av Perkins 1899.  Pseudopterocheilus pterocheiloides ingår i släktet Pseudopterocheilus och familjen Eumenidae. Inga underarter finns listade i Catalogue of Life.